# Emmi Böck
Emilie „Emmi“ Böck (* 17. Juni 1932 in Zweibrücken; † 18. Dezember 2002 in Ingolstadt) war eine deutsche Autorin und volkskundliche Sagenforscherin. Als Pseudonym benutzte sie den Namen Ilja Sandrach.

## Leben
Emilie Böck kam 1938 mit ihren Eltern nach Ingolstadt. 1952 machte sie ihr Abitur an der Gnadenthal-Oberrealschule, zwischen 1953 und 1959 nahm sie ein Germanistik-Studium in München auf. 1961 erfolgte der Beginn der volkskundlichen Sammeltätigkeit und Aufbau des größten privaten Sagenarchivs des bayerischen Raumes.
„Wer beim Thema ‚Sagen‘ womöglich bloß an Götter und Helden oder das klassische Altertum denkt, der hat gewiss noch nie ein Sagenbuch von Emmi Böck in der Hand gehabt. In ihren volkskundlichen Sagensammlungen sind überlieferte Erzählungen vor allem der kleinen Leute – oft in deren Sprache – aufbewahrt“, beschreibt der Bayerische Rundfunk die Arbeit der Ingolstädter Autorin.
Im Jahr 1980 erhielt Emmi Böck einen Forschungsauftrag der Bayerischen Landesstiftung: drei Bände mit Oberpfalz-Sagen (1982 Regensburger Stadtsagen, 1986 Sagen aus der Oberpfalz. Aus der Literatur, 1987 Sitzweil. Oberpfälzer Sagen aus dem Volksmund).
1988 und 1989 bekam sie weitere Forschungsaufträge: Sagen aus dem Neuburg-Schrobenhauser Raum und für Sagen Mittelfranken.
Anlässlich ihres 70. Geburtstags und wenige Monate vor ihrem Tod berichtete der Ingolstädter Donaukurier über sie: „Doch gibt es noch eine andere Seite der Emmi Böck. Viele Jahre lang hat sie sich immer wieder politisch engagiert. 1967 nahm sie aktiv am Aufbau einer ‚Außerparlamentarischen Opposition‘ in Ingolstadt teil, organisierte später Ostermärsche und Bürgerinitiativen. Emmi Böck unterstützte 1981 den Krefelder Appell und die Friedensbewegung und demonstrierte gegen die Wiederaufarbeitungsanlage Wackersdorf.“ Ihr Nachlass wird in der Staatlichen Bibliothek Regensburg aufbewahrt.
Emmi Böck selbst sah ihr Leben und Werk so: „Im Grunde zählt ja nur die zwischenmenschliche Beziehung und die Arbeit selber.“

## Werke
- 1966: Ingolstadt, ein Bildband
- 1973: Sagen und Legenden aus Ingolstadt und Umgebung und Die Hallertau, Bildband und Standardwerk über die Hopfenregion
- 1975: Sagen aus der Hallertau
- 1977: Sagen aus Niederbayern und Sagen und Legenden aus Eichstätt und Umgebung
- 1982: Regensburger Stadtsagen – Legenden und Mirakel
- 1984: Alexander Schöppner, Bayerische Legenden
- 1986: Sagen aus der Oberpfalz
- 1987: Sitzweil. Oberpfälzer Sagen aus dem Volksmund und Regensburger Wahrzeichen
- 1989: Sagen aus dem Neuburg-Schrobenhausener Land
- 1992: Bayerische Schwänke (herausgegeben von Emmi Böck und Max Direktor)
- 1993: Köschinger Sagenbiachl und ein paar Legenden
- 1995: Sagen aus Mittelfranken
- 1996: Heinz Gaßner, Kleine Regensburger Volkskunde
- 1998: Legenden und Mirakel aus Ingolstadt und Umgebung
- 2002: Nürnberger Stadtsagen und Legenden

## Auszeichnungen und Preise
- 1981: Bundesverdienstkreuz am Bande für ihre Verdienste auf dem Gebiet der Sagenforschung[3]
- 1987: Bayerischer Verdienstorden für ihren bedeutenden Beitrag zur Brauchtums- und Kulturpflege in Bayern
- 2000: Kulturpreis der Stadt Ingolstadt